# 旬感☆ゴトーチ!
『旬感☆ゴトーチ!』（しゅんかんゴトーチ）は、NHK総合テレビジョンで2018年4月2日から2019年3月27日まで生放送された紀行バラエティ番組である。

## 概要
2011年4月25日からおよそ7年にわたって放送された『ひるブラ』を終了・リニューアルし、新たにスタートしたのがこの番組。番組のテーマはタイトル通り「旬」であり、日本各地から生中継で「食」「体験」「人との出会い」の3つを軸に、その町の魅力や自慢を紹介していく番組であった。
2019年3月27日の放送を最後に番組は終了、僅か1年で幕を下ろした。なお、この時間帯は同年4月以降、月曜日から金曜日まで日替わりの収録番組（木曜日は別時間帯で放送した番組の再放送）となり、1970年放送開始の『ひるのプレゼント』以来、49年間続いたNHK総合テレビジョンの平日12時台の生放送番組の制作を終了することとなった。

## 放送時間
（総合テレビを目安とする。）
- 月曜から水曜まで

標準放送時間
- 平日の場合 12:20 - 12:43
- 祝日の場合 12:15 - 12:38

前座番組である正午ニュースの関係上、放送開始の遅れ（2分遅れで12:22 - 12:45）や短縮、および休止の場合もある。ただし、予定通り放送しても、放送内容を変更する場合もある。
上記以外にも、他番組のアンコール放送や、特別番組などで休止する場合もある。
- 2018年8月1日（水曜日）は特別番組『テレビ新次元 4K 8K放送まもなくスタート!!』のため休止となった。
- 2018年8月6日週及び8月13日週は『サラメシ』のアンコール放送のため休止となった。
- 最終回前日の2019年3月26日（火曜日）未明の1:05 - 1:45には、2本立てのアンコール放送が行われた。また、番組終了後の3月29日（金曜日）未明の2:00 - 2:13にも再編集版で放送される。

## 出演者
出演者体制や基本フォーマットは前番組『ひるブラ』からの継承となる。また、東京のスタジオにいるゲストが情報に応じて「旬感スイッチ」を押していく。
また、中継リポーターは下記のメイン以外にもゲストリポーターとして「ゴトーチ・ハンター」が登場、現地にゆかりのある著名人のほか、市町村長、観光ガイド、マスコットキャラクター（ゆるキャラ）、ご当地アイドルなどが出演する。

### ナビゲーター
- 高山哲哉（NHKアナウンサー） - 前番組『ひるブラ』から引き続き登板[1]。

### 主なリポーター
- 青木隆治
- 秋元才加
- 敦士
- 有森裕子（公益財団法人スペシャルオリンピックス日本理事長）
- 生駒里奈
- 磯山さやか
- 岩崎恭子
- 尾形貴弘（パンサー）
- 荻原次晴
- 小野真弓
- 加藤歩（ザブングル）
- 加藤紀子
- 金子貴俊
- 川村ゆきえ
- 菊地亜美
- 是永瞳
- 桜井玲香（乃木坂46）
- 篠原ともえ
- 杉崎美香
- 田中道子
- 団長安田（安田大サーカス）
- ダンディ坂野
- テツandトモ
- 徳井健太（平成ノブシコブシ）
- 中井美穂
- 永島敏行
- なかやまきんに君
- 西野未姫
- バービー（フォーリンラブ）
- 長谷川理恵
- 花田虎上
- はなわ
- 福田彩乃
- 福本愛菜
- 藤田朋子
- 藤本隆宏
- 舞の海秀平
- マギー審司
- 益子直美
- 松居直美
- 眞鍋かをり
- 萬田久子
- 峯岸みなみ（AKB48）[注 8]
- 峰竜太
- 武藤敬司
- 八代亜紀[注 8]
- 矢部太郎（カラテカ）
- 山根良顕（アンガールズ）[注 9]
- 山本博（ロバート）
- 優木まおみ
- 和央ようか
- 渡辺徹

ほか

### 主なスタジオゲスト
前番組『ひるブラ』と同様、原則として東京のスタジオ内での生放送扱い。
※は中継リポーターでの出演実績あり。
- 東貴博（Take2）
- 東ちづる
- 生稲晃子
- 磯山さやか※
- 伊藤一朗（Every Little Thing）
- 岡井千聖
- 研ナオコ
- 榊原郁恵
- 澤部佑（ハライチ）
- 篠田麻里子
- 紫吹淳
- 島谷ひとみ
- 鈴木あきえ
- スピードワゴン（井戸田潤、小沢一敬）
- 関根勤
- 関根麻里
- 高田延彦
- 棚橋弘至
- 中山秀征
- ビビる大木
- 藤本隆宏※
- ベッキー
- 辺見えみり[注 8]
- 前川泰之※[注 8]
- 前園真聖※[注 8]
- 松本伊代
- 眞鍋かをり※
- 水森かおり
- 峯岸みなみ※
- 峰竜太※
- 宮崎美子
- 宮澤エマ
- 森口博子
- 八代亜紀※
- 山根良顕※
- 安田美沙子[注 8]
- 優木まおみ※
- 渡辺満里奈

ほか

## パイロット版
放送開始に先駆け、2018年1月29日〜31日の3日間にわたり『ひるブラ』を休止し、特別番組としてパイロット版が放送された。
| No. | 放送日        | 中継地                           | MC       | スタジオゲスト | リポーター          | ゴトーチ・ハンター               |
| --- | ------------- | -------------------------------- | -------- | -------------- | ------------------- | -------------------------------- |
| 1   | 2018年1月29日 | 成田山新勝寺（千葉県成田市）     | 高山哲哉 | 古坂大魔王     | 峯岸みなみ（AKB48） | 小泉一成（成田市長）、うなりくん |
| 2   | 2018年1月30日 | 神楽坂（東京都新宿区）           | 高山哲哉 | 安田美沙子     | 前川泰之            | 酒井一圭（純烈）                 |
| 3   | 2018年1月31日 | 芦ノ湖（神奈川県足柄下郡箱根町） | 高山哲哉 | 辺見えみり     | 八代亜紀、前園真聖  | 元箱根観光協会職員               |